# Hedysarum ferganense
Hedysarum ferganense là một loài thực vật có hoa trong họ Đậu. Loài này được Korsh. miêu tả khoa học đầu tiên.